# Nicolino Locche
Nicolino Locche (Tunuyán, Mendoza, 2 de septiembre de 1939 - Las Heras, Mendoza, 7 de septiembre de 2005) fue un boxeador argentino, considerado como el boxeador con mejores habilidades defensivas de todos los tiempos. Se consagró campeón mundial en la categoría peso superligero ante Takeshi Fuji, el 12 de diciembre de 1968, en Tokio, reteniendo el título hasta 1972. 
Fue uno de los mejores boxeadores argentinos junto a Carlos Monzón, Pascual Pérez, Víctor Galíndez, Horacio Accavallo y Omar Narváez. En el año 2003 fue incorporado al Salón Internacional de la Fama del Boxeo.
Locche fue distinto de todos los demás boxeadores. Se caracterizó por su gran defensa, fundamentada en su habilidad para desplazarse en forma rápida y ligera dentro del ring y eludir los golpes del rival -la cual le adjudicó su apodo de "Intocable"- y sus ataques efectivos e inesperados. Fue el primer boxeador de su país que logró llevar público femenino a sus combates, y hoy en día es considerado un símbolo del boxeo argentino junto a Carlos Monzón, Pascual Pérez y Ringo Bonavena.

## Descripción e historia sobre Nicolino

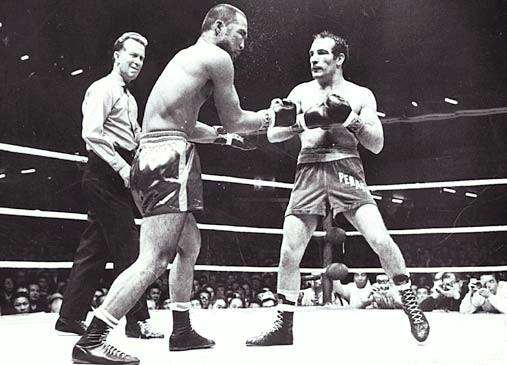
Nicolino Locche (derecha) en el ring contra Takeshi Fuji (izquierda), 12 de diciembre de 1968, Tokio, Japón

No bailaba ni saltaba, evitaba los golpes a menos de cincuenta centímetros del punto de partida de los puños de sus enfurecidos rivales. Para ello elegía un lugar del cuadrilátero, preferentemente las sogas, apoyaba allí su espalda para elastizar el espacio hacia atrás, movía el torso, quitaba la cabeza del radio comprometido hacia ambos laterales y tras "veinte golpes" del adversario, lo palanqueaba con sus puños o antebrazos hasta amarrarlo y provocar el clinch. Después, recién después y luego de la participación del árbitro, se desplazaba con tres pasos cortos y acelerados hacia atrás o hacia el costado en una actitud inequívocamente chaplinesca.
La popularidad del “intocable” –apodo puesto por Piri García de la revista El Gráfico, en alusión a la por entonces muy exitosa serie de televisión Los Intocables– comenzó a crecer, llenando el Luna Park en cada una de sus presentaciones. Fue quizás el primer boxeador que atrajo público femenino a dicho estadio, ofreciendo más que boxeo: Locche daba espectáculo. Nicolino fue algo así como un showman del ring, capaz de cruzar palabras con algún reportero gráfico mientras bloqueaba golpes entre el encordado. "Total esta noche, minga de yirar, si hoy pelea Locche en el Luna Park", reza un pasaje del tango Un sábado más, de Chico Novarro, que inmortalizó su nombre. Si hasta parecía que se burlaba de sus oponentes cuando les ponía la cara, para luego hacerles errar ráfagas de cuatro o cinco golpes. Tras eso, les palmeaba la cabeza como excusándose. Un artista, un genio, un mago del cuadrilátero.  "El concepto principal del boxeo era el arte de la defensa pero nadie lo vivió como él. Nico no pegaba porque era vago. Cronometraba los tres minutos del round porque quería sentarse", dijo Adrián Dottori, uno de sus mejores amigos y con quien compartió cientos de anécdotas, en diálogo con el portal Todo noticias (TN.com.ar).
Después de ganarle el título argentino a Jaime Giné en 1961 y, al brasileño Sebastiao Nascimento, el título sudamericano de los wélter júnior (hasta 63,5 kg) en 1963, Nicolino fue conquistando a un público que, al principio, no aceptaba su estilo. Lo resistían los ortodoxos por entender que eso "no era boxeo, era circo". Y lo escribían y afirmaban algunos colegas de prestigio. Pero cuando fueron desfilando Joe Brown, Ismael Laguna, Carlos Ortiz, todos excampeones mundiales recientes, a la mitad de los años 60, Buenos Aires le dio la bendición y se convirtió en el tercer ídolo indiscutido del boxeo argentino: Justo Suárez ("El Torito" de Cortázar), José María Gatica ("El Mono" de Leonardo Favio) y ahora Nicolino, quien es anterior a Ringo y a Monzón.

### 1968-1971: Intocable
El 12 de diciembre de 1968 llega al auge de su carrera deportiva y se consagra campeón mundial venciendo a Takeshi Fuji en Tokio, Japón. Esa pelea con Fuji fue una obra de arte. El japonés, entonces campeón, se enfrentó con un rival sumamente incómodo como lo era el argentino, dueño de un estilo basado en una cintura prodigiosa. 
Era de noche y llovía a mares en la capital de Japón. Mientras, del otro lado del mundo, también llovía en buena parte de la Argentina y la actividad laboral matutina prácticamente se paralizó en las principales ciudades para que la gente pudiera seguir por radio las alternativas del combate que se desarrollaría en el estadio Kuramae Sumo. A falta de transmisiones satelitales -comenzarían recién en 1969- el único medio para seguir las alternativas del combate era la radio. La popular emisora porteña LS5 Radio Rivadavia había enviado a Tokio al equipo integrado por Osvaldo Caffarelli como relator, Ernesto Cherquis Bialo como comentarista y Jorge “Cacho” Fontana como locutor comercial. La mañana previa al combate, Locche sorprendió a Cacho Fontana en el bar del hotel repasando un guion para el cierre de la transmisión, para un posible triunfo suyo, y otro por si perdía. Dame eso, le dijo Locche tomando el papel que aludía a la eventual derrota y, rompiéndolo en mil pedazos, aclaró: “A éste no lo vas a necesitar”. Tal era la confianza que se tenía, que esa noche le daría una sorpresa a sus acompañantes: tras una sesión de masajes se quedó plácidamente dormido en una camilla de los vestuarios del estadio mientras en el ring se desarrollaban las peleas preliminares. Ninguno de los que formaban parte de su pequeño entorno lo podía creer: el entrenador Francisco “Paco” Bermúdez, el promotor Juan Carlos “Tito” Lectoure, el sparring Juan Aguilar y el anunciador del Luna Park, Roberto Fiorentino.
Fue una verdadera exhibición, con nueve asaltos en los que el mendocino esquivaba todo lo que tiraba su oponente, al tiempo que golpeaba con justeza. Un Locche pleno que demostró que, entrenado, podía hacer todo lo que quisiera sobre el ring: divertirse como lo hacía en Buenos Aires, o pelear como se imponía ante un campeonato del mundo. Abatido y destruido psicológicamente, con lesiones en los ojos, el japonés nacido en Hawái no salió en el décimo asalto y dejó el título en manos de su rival, quien se convertía en el tercer campeón mundial argentino. Nick Pope, el mismo árbitro que había proclamado el triunfo del peso mosca Horacio Accavallo como campeón mundial dos años antes, le levantó la diestra a Locche. Y, tal como había ocurrido con los pesos mosca Pascual Pérez (en 1954 ante Yoshio Shirai) y Horacio Accavallo (en 1966 ante Katsugoshi Takayama), la consagración de Nicolino también ocurrió en Tokio. “¡Sensei!, ¡Sensei!” (maestro en japonés), coreó el público nipón, rendido y admirado ante semejante cátedra de boxeo por parte de aquel coloso del ring.

### Últimos años
Defendió su título seis veces: ante Manuel Jack Hernández, Carlos Hernández, João Henrique, Adolph Pruitt, Antonio Cervantes y Domingo Barrera Corpas, pero el 10 de marzo de 1972 perdió la corona por puntos en Panamá contra Alfonso Frazer. Un año después intentó recuperarla sin éxito y decidió retirarse en 1976.

## Reconocimientos en vida
En 1980, la Fundación Konex le otorgó, en la primera edición de los Premios Konex, el Diploma al Mérito como uno de los 5 mejores boxeadores de la historia. 
En el año 2003 ingresó al Salón Internacional de la Fama del Boxeo junto a George Foreman y el jamaicano Mike McCallum.
Su popularidad alcanzó tal éxito, que el eminente pintor hispano argentino Enrique Sobisch le dedicó una serie de cuadros y dibujos, que el propio Locche agradeció. 

## Fallecimiento
El miércoles 7 de septiembre de 2005 debido a su precaria salud (afectada especialmente por su afición al cigarrillo), falleció en Las Heras, Mendoza, a causa de un paro cardiaco. Su última aparición pública fue el 24 de agosto de 2004, cuando recibió en su domicilio el cinturón de campeón mundial que había ganado en Japón, ya que esa vez le habían dado una réplica.

## Récord profesional
| 117 Ganadas (14 Knockouts), 4 Derrotas, 14 Empates, 1 Sin decisión |              |                        |      |                                 |            |                                                 |                                                                      |
| Res.                                                               | Record       | Rival                  | Tipo | Rd., Tiempo                     | Día        | Lugar                                           | Notas                                                                |
| Victoria                                                           | 117-4-14-(1) | Ricardo Molina Ortiz   | PTS  | 10                              | 1976-08-07 | San Carlos de Bariloche, Río Negro              |                                                                      |
| Victoria                                                           | 116-4-14-(1) | Lorenzo Trujillo       | PTS  | 10                              | 1976-05-08 | Buenos Aires                                    |                                                                      |
| Victoria                                                           | 115-4-14-(1) | Emiliano Villa         | PTS  | 10                              | 1976-01-17 | Buenos Aires                                    |                                                                      |
| Victoria                                                           | 114-4-14-(1) | Obdulio Zarza          | PTS  | 10                              | 1975-12-19 | Río Cuarto, Córdoba                             |                                                                      |
| Victoria                                                           | 113-4-14-(1) | Jimmy Heair            | UD   | 10                              | 1975-10-17 | Luna Park, Buenos Aires                         |                                                                      |
| Victoria                                                           | 112-4-14-(1) | Omar Zarza             | PTS  | 10                              | 1975-09-13 | Venado Tuerto, Santa Fe                         |                                                                      |
| Victoria                                                           | 111-4-14-(1) | Javier Ayala           | PTS  | 10                              | 1975-08-09 | Luna Park, Buenos Aires                         |                                                                      |
| Derrota                                                            | 110-4-14-(1) | Antonio Cervantes      | RTD  | 10 (15) (Parada por la esquina) | 1973-03-17 | Maestranza César Girón, Maracay, Aragua         | Pelea por título mundial AMB, The Ring y Lineal en peso superligero. |
| Victoria                                                           | 110-3-14-(1) | Benny Huertas          | PTS  | 10                              | 1973-02-09 | Mendoza, Mendoza                                |                                                                      |
| Victoria                                                           | 109-3-14-(1) | Pedro Adigue Jr        | PTS  | 10                              | 1973-01-25 | Luna Park, Buenos Aires                         |                                                                      |
| Victoria                                                           | 108-3-14-(1) | Ray Mercado            | PTS  | 10                              | 1972-12-16 | Buenos Aires                                    |                                                                      |
| Victoria                                                           | 107-3-14-(1) | Gerardo Ferrat         | PTS  | 10                              | 1972-11-18 | Buenos Aires                                    |                                                                      |
| Derrota                                                            | 106-3-14-(1) | Alfonso Frazer         | UD   | 15                              | 1972-03-10 | Gimnasio Nuevo Panamá, Ciudad de Panamá         | Pierde título mundial AMB, The Ring y Lineal en peso superligero.    |
| Victoria                                                           | 106-2-14-(1) | Nicolás Arkuzsyn       | PTS  | 10                              | 1972-02-16 | Cruz del Eje, Córdoba                           |                                                                      |
| Victoria                                                           | 105-2-14-(1) | Juan Carlos Peralta    | PTS  | 10                              | 1972-02-04 | San Juan                                        |                                                                      |
| Victoria                                                           | 104-2-14-(1) | Antonio Cervantes      | UD   | 15                              | 1971-12-11 | Luna Park, Buenos Aires                         | Defiende título mundial AMB, The Ring y Lineal en peso superligero.  |
| Victoria                                                           | 103-2-14-(1) | Antonio Ortiz          | PTS  | 10                              | 1971-11-13 | Buenos Aires                                    |                                                                      |
| Victoria                                                           | 102-2-14-(1) | Angel Roman            | PTS  | 10                              | 1971-10-29 | Salta                                           |                                                                      |
| Victoria                                                           | 101-2-14-(1) | Domingo Barrera Corpas | SD   | 15                              | 1971-04-03 | Luna Park, Buenos Aires                         | Defiende título mundial AMB, The Ring y Lineal en peso superligero.  |
| Victoria                                                           | 100-2-14-(1) | Adan Gómez             | PTS  | 10                              | 1971-03-10 | La Falda, Córdoba                               |                                                                      |
| Victoria                                                           | 99-2-14-(1)  | Juan Carlos Peralta    | PTS  | 10                              | 1971-02-14 | San Miguel de Tucumán                           |                                                                      |
| Victoria                                                           | 98-2-14-(1)  | Adolph Pruitt          | UD   | 15                              | 1970-05-16 | Luna Park, Buenos Aires                         | Defiende título mundial AMB, The Ring y Lineal en peso superligero.  |
| Victoria                                                           | 97-2-14-(1)  | Marcelino Acevedo      | TKO  | 9 (10)                          | 1970-04-18 | Club Ramón Santamarina, Tandil, Buenos Aires    |                                                                      |
| Victoria                                                           | 96-2-14-(1)  | Martín Juárez          | PTS  | 10                              | 1970-04-03 | Rosario, Santa Fe                               |                                                                      |
| Victoria                                                           | 95-2-14-(1)  | João Henrique          | UD   | 15                              | 1969-10-11 | Luna Park, Buenos Aires                         | Defiende título mundial AMB, The Ring y Lineal en peso superligero.  |
| Victoria                                                           | 94-2-14-(1)  | Ángel Román            | PTS  | 10                              | 1969-08-22 | Córdoba                                         |                                                                      |
| Victoria                                                           | 93-2-14-(1)  | Germán Gastelbondo     | PTS  | 10                              | 1969-08-02 | Buenos Aires                                    |                                                                      |
| Victoria                                                           | 92-2-14-(1)  | Carlos Hernández       | UD   | 15                              | 1969-05-03 | Luna Park, Buenos Aires                         | Defiende título mundial AMB, The Ring y Lineal en peso superligero.  |
| Victoria                                                           | 91-2-14-(1)  | Manuel Hernández       | UD   | 10                              | 1969-04-03 | Asociación Mendocina de Boxeo, Mendoza, Mendoza |                                                                      |
| Victoria                                                           | 90-2-14-(1)  | Takeshi Fuji           | RTD  | 10 (15)                         | 1968-12-12 | Kuramae Kokugikan, Tokio                        | Gana título mundial AMB, The Ring y Lineal en peso superligero.      |
| Empate                                                             | 89-2-14-(1)  | Aníbal di Lella        | PTS  | 8                               | 1968-10-12 | Mar del Plata, Buenos Aires                     |                                                                      |
| Victoria                                                           | 89-2-13-(1)  | Orlando Ribeiro        | PTS  | 10                              | 1968-09-13 | Mendoza, Mendoza                                |                                                                      |
| Victoria                                                           | 88-2-13-(1)  | Hilario Suárez         | PTS  | 10                              | 1968-08-16 | San Francisco, Córdoba                          |                                                                      |
| Victoria                                                           | 87-2-13-(1)  | Tito Del Barco         | PTS  | 10                              | 1968-08-02 | Córdoba                                         |                                                                      |
| Victoria                                                           | 86-2-13-(1)  | Juan Alberto Aranda    | PTS  | 10                              | 1968-07-12 | Mendoza, Mendoza                                |                                                                      |
| Victoria                                                           | 85-2-13-(1)  | Abel Cachazu           | PTS  | 10                              | 1968-06-08 | Luna Park, Buenos Aires                         |                                                                      |
| Victoria                                                           | 84-2-13-(1)  | Alfredo Urbina         | PTS  | 10                              | 1968-05-11 | Buenos Aires                                    |                                                                      |
| Victoria                                                           | 83-2-13-(1)  | Juan Carlos Gómez      | PTS  | 10                              | 1968-04-20 | Mar del Plata, Buenos Aires                     |                                                                      |
| Victoria                                                           | 82-2-13-(1)  | Alfredo Urbina         | PTS  | 10                              | 1968-04-10 | Buenos Aires                                    |                                                                      |
| Victoria                                                           | 81-2-13-(1)  | Vicente Derado         | TKO  | 6 (10)                          | 1967-12-02 | Buenos Aires                                    |                                                                      |
| Victoria                                                           | 80-2-13-(1)  | Adan Gómez             | PTS  | 10                              | 1967-11-24 | San Juan                                        |                                                                      |
| Victoria                                                           | 79-2-13-(1)  | Abel Cachazu           | PTS  | 10                              | 1967-11-08 | Mendoza, Mendoza                                |                                                                      |
| Victoria                                                           | 78-2-13-(1)  | Leonardo Peralta       | PTS  | 10                              | 1967-10-18 | San Rafael, Mendoza                             |                                                                      |
| Victoria                                                           | 77-2-13-(1)  | Abel Cachazu           | PTS  | 10                              | 1967-10-04 | Luna Park, Buenos Aires                         |                                                                      |
| Victoria                                                           | 76-2-13-(1)  | Osvaldo Piazza         | UD   | 10                              | 1967-09-15 | Córdoba Sport Club, Córdoba                     |                                                                      |
| Victoria                                                           | 75-2-13-(1)  | Ramón Gómez            | TKO  | 10                              | 1967-09-10 | Bahía Blanca, Buenos Aires                      |                                                                      |
| Victoria                                                           | 74-2-13-(1)  | Eddie Perkins          | PTS  | 10                              | 1967-08-19 | Luna Park, Buenos Aires                         |                                                                      |
| Victoria                                                           | 73-2-13-(1)  | Osvaldo Piazza         | PTS  | 10                              | 1967-08-04 | Cipolletti, Río Negro                           |                                                                      |
| Victoria                                                           | 72-2-13-(1)  | Carlos Clemente        | PTS  | 10                              | 1967-07-19 | Tandil, Buenos Aires                            |                                                                      |
| Victoria                                                           | 71-2-13-(1)  | José Acha Paz          | TKO  | 6 (10)                          | 1967-07-10 | Mendoza, Mendoza                                |                                                                      |
| Victoria                                                           | 70-2-13-(1)  | Adan Gómez             | PTS  | 10                              | 1967-06-02 | Bahía Blanca, Buenos Aires                      |                                                                      |
| Victoria                                                           | 69-2-13-(1)  | Langston Morgan        | PTS  | 10                              | 1967-05-13 | Luna Park, Buenos Aires                         |                                                                      |
| Victoria                                                           | 68-2-13-(1)  | Rubén Loayza           | PTS  | 10                              | 1967-04-21 | Mendoza, Mendoza                                |                                                                      |
| Victoria                                                           | 67-2-13-(1)  | Ubaldino Escobar       | PTS  | 10                              | 1967-04-07 | Mendoza, Mendoza                                |                                                                      |
| Victoria                                                           | 66-2-13-(1)  | Everaldo Costa Azevedo | PTS  | 10                              | 1967-01-13 | Mendoza, Mendoza                                |                                                                      |
| Victoria                                                           | 65-2-13-(1)  | Omar Salvo             | PTS  | 10                              | 1966-12-30 | Mendoza, Mendoza                                |                                                                      |
| Victoria                                                           | 64-2-13-(1)  | Omar Gottifredi        | PTS  | 10                              | 1966-10-07 | Mendoza, Mendoza                                |                                                                      |
| Victoria                                                           | 63-2-13-(1)  | Sandro Lopopolo        | UD   | 10                              | 1966-09-10 | Luna Park, Buenos Aires                         |                                                                      |
| Victoria                                                           | 62-2-13-(1)  | Omar Salvo             | PTS  | 10                              | 1966-08-19 | Río Gallegos, Santa Cruz                        |                                                                      |
| Empate                                                             | 61-2-13-(1)  | Carlos Ortiz           | PTS  | 10                              | 1966-04-07 | Luna Park, Buenos Aires                         |                                                                      |
| Victoria                                                           | 61-2-12-(1)  | Omar Gottifredi        | PTS  | 10                              | 1966-01-22 | Mendoza, Mendoza                                |                                                                      |
| Victoria                                                           | 60-2-12-(1)  | Hugo Rambaldi          | PTS  | 12                              | 1965-12-18 | Luna Park, Buenos Aires                         | Gana título argentino peso ligero.                                   |
| Victoria                                                           | 59-2-12-(1)  | Raúl Santos Villalba   | PTS  | 10                              | 1965-09-17 | Mendoza, Mendoza                                |                                                                      |
| Victoria                                                           | 58-2-12-(1)  | Leonardo Peralta       | PTS  | 10                              | 1965-08-06 | Resistencia, Chaco                              |                                                                      |
| Empate                                                             | 57-2-12-(1)  | Ismael Laguna          | PTS  | 10                              | 1965-07-17 | Luna Park, Buenos Aires                         |                                                                      |
| Victoria                                                           | 57-2-11-(1)  | Juan Salinas           | TKO  | 8 (10)                          | 1965-04-10 | Río Cuarto, Córdoba                             |                                                                      |
| Victoria                                                           | 56-2-11-(1)  | Abel Laudonio          | PTS  | 12                              | 1965-04-10 | Luna Park, Buenos Aires                         | Defiende título sudamericano peso ligero.                            |
| Victoria                                                           | 55-2-11-(1)  | Hugo Rambaldi          | PTS  | 10                              | 1965-03-20 | Luna Park, Buenos Aires                         |                                                                      |
| Victoria                                                           | 54-2-11-(1)  | Adan Gómez             | PTS  | 10                              | 1965-01-26 | Santa Fe, Santa Fe                              |                                                                      |
| Victoria                                                           | 53-2-11-(1)  | Pedro Benelli          | PTS  | 10                              | 1964-12-23 | Córdoba Sport Club, Córdoba                     |                                                                      |
| Derrota                                                            | 52-2-11-(1)  | Abel Laudonio          | PTS  | 12                              | 1964-11-14 | Luna Park, Buenos Aires                         | Pierde título argentino de peso ligero.                              |
| Victoria                                                           | 52-1-11-(1)  | Humberto Barbatto      | PTS  | 10                              | 1964-10-09 | Bahía Blanca, Buenos Aires                      |                                                                      |
| Empate                                                             | 51-1-11-(1)  | Gualberto Gutiérrez    | PTS  | 10                              | 1964-09-26 | Stadium Nacional, Montevideo                    |                                                                      |
| Victoria                                                           | 51-1-10-(1)  | Julio Palavecino       | PTS  | 10                              | 1964-09-04 | Mendoza, Mendoza                                |                                                                      |
| Victoria                                                           | 50-1-10-(1)  | Deolidio Sosa          | PTS  | 10                              | 1964-08-21 | Rosario, Santa Fe                               |                                                                      |
| Victoria                                                           | 49-1-10-(1)  | Abel Laudonio          | PTS  | 10                              | 1964-08-08 | Buenos Aires                                    |                                                                      |
| Victoria                                                           | 48-1-10-(1)  | Carlos Clemente        | PTS  | 10                              | 1964-07-10 | Mendoza, Mendoza                                |                                                                      |
| Victoria                                                           | 47-1-10-(1)  | Carlos Cappella        | PTS  | 10                              | 1964-06-19 | Mendoza, Mendoza                                |                                                                      |
| Victoria                                                           | 46-1-10-(1)  | Julio Palavecino       | PTS  | 10                              | 1964-04-18 | Luna Park, Buenos Aires                         |                                                                      |
| Victoria                                                           | 45-1-10-(1)  | Raúl Santos Villalba   | PTS  | 10                              | 1964-02-28 | Mar del Plata, Buenos Aires                     |                                                                      |
| Empate                                                             | 44-1-10-(1)  | Julio Palavecino       | PTS  | 10                              | 1964-02-14 | Mar del Plata, Buenos Aires                     |                                                                      |
| Victoria                                                           | 44-1-9-(1)   | Pedro Benelli          | PTS  | 10                              | 1964-01-31 | San Miguel de Tucumán                           |                                                                      |
| Victoria                                                           | 43-1-9-(1)   | Raúl Santos Villalba   | PTS  | 10                              | 1963-12-14 | Buenos Aires                                    |                                                                      |
| Empate                                                             | 42-1-9-(1)   | Tristán Falfan         | PTS  | 10                              | 1963-10-11 | Córdoba                                         |                                                                      |
| Empate                                                             | 42-1-8-(1)   | Carlos Cappella        | PTS  | 10                              | 1963-09-27 | San Miguel de Tucumán                           |                                                                      |
| Victoria                                                           | 42-1-7-(1)   | Adan Gómez             | PTS  | 10                              | 1963-09-13 | Mendoza, Mendoza                                |                                                                      |
| Victoria                                                           | 41-1-7-(1)   | Joe Brown              | UD   | 10                              | 1963-08-10 | Luna Park, Buenos Aires                         |                                                                      |
| Victoria                                                           | 40-1-7-(1)   | Rodolfo Espinosa       | PTS  | 10                              | 1963-07-20 | Mar del Plata, Buenos Aires                     |                                                                      |
| Victoria                                                           | 39-1-7-(1)   | Sebastião Nascimento   | PTS  | 15                              | 1963-06-29 | Luna Park, Buenos Aires                         | Gana título sudamericano de peso ligero.                             |
| Victoria                                                           | 38-1-7-(1)   | Eulogio Caballero      | PTS  | 10                              | 1963-06-08 | Mendoza, Mendoza                                |                                                                      |
| Victoria                                                           | 37-1-7-(1)   | Gregorio Cinta         | PTS  | 10                              | 1963-05-24 | Mendoza, Mendoza                                |                                                                      |
| Victoria                                                           | 36-1-7-(1)   | Rodolfo Catalini       | PTS  | 10                              | 1963-04-26 | Mendoza, Mendoza                                |                                                                      |
| Victoria                                                           | 35-1-7-(1)   | Javier Gómez           | PTS  | 10                              | 1963-03-23 | Buenos Aires                                    |                                                                      |
| Empate                                                             | 34-1-7-(1)   | Gregorio Cinta         | PTS  | 10                              | 1963-02-22 | Salta                                           |                                                                      |
| Victoria                                                           | 34-1-6-(1)   | Pedro Benelli          | PTS  | 10                              | 1963-02-01 | Mendoza, Mendoza                                |                                                                      |
| Victoria                                                           | 33-1-6-(1)   | Tony Padrón            | PTS  | 10                              | 1962-12-28 | Mendoza, Mendoza                                |                                                                      |
| Victoria                                                           | 32-1-6-(1)   | Tristán Falfan         | KO   | 6 (10)                          | 1962-12-14 | Córdoba                                         |                                                                      |
| Victoria                                                           | 31-1-6-(1)   | Manuel Álvarez         | PTS  | 12                              | 1962-10-20 | Buenos Aires                                    |                                                                      |
| Victoria                                                           | 30-1-6-(1)   | Pedro Benelli          | PTS  | 10                              | 1962-09-29 | Luna Park, Buenos Aires                         |                                                                      |
| Victoria                                                           | 29-1-6-(1)   | Hugo Juárez            | PTS  | 10                              | 1962-08-24 | Mendoza, Mendoza                                |                                                                      |
| Victoria                                                           | 28-1-6-(1)   | Humberto Barbatto      | PTS  | 10                              | 1962-07-06 | Mendoza, Mendoza                                |                                                                      |
| Victoria                                                           | 27-1-6-(1)   | Eulogio Caballero      | PTS  | 10                              | 1962-06-05 | Mendoza                                         |                                                                      |
| Victoria                                                           | 26-1-6-(1)   | Horacio Rivero         | TKO  | 2 (10)                          | 1962-05-16 | Mendoza                                         |                                                                      |
| Victoria                                                           | 25-1-6-(1)   | Abelardo Sire          | PTS  | 10                              | 1962-04-24 | Mendoza                                         |                                                                      |
| Victoria                                                           | 24-1-6-(1)   | Fernando Azocar        | PTS  | 10                              | 1962-03-30 | Mendoza                                         |                                                                      |
| Victoria                                                           | 23-1-6-(1)   | Nuncio Canistra        | TKO  | 9 (10)                          | 1962-01-25 | Palmira, Mendoza                                |                                                                      |
| Victoria                                                           | 22-1-6-(1)   | Vicente Derado         | PTS  | 10                              | 1961-12-16 | Luna Park, Buenos Aires                         |                                                                      |
| Victoria                                                           | 21-1-6-(1)   | Pedro Benelli          | PTS  | 10                              | 1961-12-01 | Mendoza                                         |                                                                      |
| Victoria                                                           | 20-1-6-(1)   | Jaime Gine             | PTS  | 12                              | 1961-11-04 | Luna Park, Buenos Aires                         | Gana título argentino de peso ligero.                                |
| Victoria                                                           | 19-1-6-(1)   | Ubaldino Escobar       | PTS  | 10                              | 1961-10-10 | Mendoza                                         |                                                                      |
| Victoria                                                           | 18-1-6-(1)   | Ubaldino Escobar       | PTS  | 10                              | 1961-09-29 | Mendoza                                         |                                                                      |
| Victoria                                                           | 17-1-6-(1)   | Juan Carlos Flores     | KO   | 5 (10)                          | 1961-09-01 | Mendoza                                         |                                                                      |
| Victoria                                                           | 16-1-6-(1)   | Guillermo Cano         | PTS  | 12                              | 1961-06-09 | Mendoza                                         |                                                                      |
| Victoria                                                           | 15-1-6-(1)   | Julio Catalini         | TKO  | 10                              | 1961-05-12 | Mendoza                                         |                                                                      |
| Victoria                                                           | 14-1-6-(1)   | Antonio Repollo        | PTS  | 10                              | 1961-03-10 | Mendoza                                         |                                                                      |
| Empate                                                             | 13-1-6-(1)   | Juan Ignacio Campos    | PTS  | 10                              | 1961-01-27 | Córdoba                                         |                                                                      |
| Victoria                                                           | 13-1-5-(1)   | Vicente Derado         | UD   | 10                              | 1961-01-20 | Asociación Mendocina de Boxeo, Mendoza          |                                                                      |
| Victoria                                                           | 12-1-5-(1)   | Rogelio Andre          | PTS  | 10                              | 1960-11-04 | Mendoza                                         |                                                                      |
| Empate                                                             | 11-1-5-(1)   | Manuel Álvarez         | PTS  | 10                              | 1960-09-17 | Luna Park, Buenos Aires                         |                                                                      |
| Victoria                                                           | 11-1-4-(1)   | Pedro Benelli          | PTS  | 10                              | 1960-07-30 | Luna Park, Buenos Aires                         |                                                                      |
| Empate                                                             | 10-1-4-(1)   | Juan Ignacio Campos    | PTS  | 10                              | 1960-06-11 | Luna Park, Buenos Aires                         |                                                                      |
| Victoria                                                           | 10-1-3-(1)   | Juan Ignacio Campos    | PTS  | 10                              | 1960-03-25 | Mendoza                                         |                                                                      |
| Victoria                                                           | 9-1-3-(1)    | Jaime Gine             | PTS  | 10                              | 1960-02-26 | Mendoza                                         |                                                                      |
| Empate                                                             | 8-1-3-(1)    | Vicente Derado         | PTS  | 10                              | 1960-01-22 | Asociación Mendocina de Boxeo, Mendoza          |                                                                      |
| Victoria                                                           | 8-1-2-(1)    | Héctor Tula            | TKO  | 5 (10)                          | 1960-01-08 | Mendoza                                         |                                                                      |
| Empate                                                             | 7-1-2-(1)    | Ricardo Jofre          | PTS  | 10                              | 1959-12-11 | Asociación Mendocina de Boxeo, Mendoza          |                                                                      |
| Derrota                                                            | 7-1-1-(1)    | Vicente Derado         | PTS  | 10                              | 1959-11-06 | Asociación Mendocina de Boxeo, Mendoza          |                                                                      |
| Empate                                                             | 7-0-1-(1)    | Juan Ignacio Campos    | PTS  | 10                              | 1959-10-16 | Mendoza                                         |                                                                      |
| Victoria                                                           | 7-0-0-(1)    | Pedro Videla           | PTS  | 8                               | 1959-08-08 | Luna Park, Buenos Aires                         |                                                                      |
| Victoria                                                           | 6-0-0-(1)    | Juan Ramírez           | PTS  | 8                               | 1959-07-29 | Luna Park, Buenos Aires                         |                                                                      |
| Victoria                                                           | 5-0-0-(1)    | Leandro Ahumada        | PTS  | 10                              | 1959-04-03 | Mendoza                                         |                                                                      |
| Victoria                                                           | 4-0-0-(1)    | Rodolfo Catalini       | KO   | 4 (10)                          | 1959-03-06 | Mendoza                                         |                                                                      |
| NC                                                                 | 3-0-0-(1)    | Leandro Ahumada        | NC   | 9 (10)                          | 1959-02-27 | Mendoza                                         |                                                                      |
| Victoria                                                           | 3-0          | Eduardo Zalazar        | PTS  | 10                              | 1959-01-30 | Mendoza                                         |                                                                      |
| Victoria                                                           | 2-0          | Rodolfo Catalini       | PTS  | 8                               | 1959-01-09 | Mendoza                                         |                                                                      |
| Victoria                                                           | 1-0          | Luis García            | KO   | 2 (6)                           | 1958-12-11 | Mendoza                                         |                                                                      |